# Zuclo
Zuclo é uma comuna italiana da região do Trentino-Alto Ádige, província de Trento, com cerca de 350 habitantes. Estende-se por uma área de 10 km², tendo uma densidade populacional de 35 hab/km². Faz fronteira com Preore, Tione di Trento, Bleggio Superiore, Bondo, Bolbeno, Concei.